# Manga (fotbalista)
Haílton Corrêa de Arruda známý jako Manga (26. dubna 1937, Recife – 8. dubna 2025) byl brazilský fotbalový brankář. Hrál na MS 1966.

## Hráčská kariéra
Manga hrál na postu brankáře za Sport Recife, Botafogo, Nacional Montevideo, Internacional, Operário, Coritibu, Grêmio a Barcelona SC.
Za Brazílii chytal 12 zápasů. Byl na MS 1966.

## Úspěchy
Sport Recife
- Campeonato Pernambucano: 1955, 1956, 1957

Botafogo
- Campeonato Carioca: 1961, 1962, 1967, 1968
- Turnaj Rio-São Paulo: 1962, 1964, 1966
- Taça Brasil: 1968

Nacional
- Uruguayská liga: 1969, 1970, 1971, 1972
- Copa Libertadores: 1971
- Interkontinentální pohár: 1971

Internacional
- Campeonato Gaúcho: 1974, 1975, 1976
- Campeonato Brasileiro Série A: 1975, 1976

Operário
- Campeonato Matogrossense: 1977

Coritiba
- Campeonato Paranaense: 1978

Grêmio
- Campeonato Gaúcho: 1979

Barcelona
- Ekvádorská liga: 1981